# Eritrea en los Juegos Olímpicos de Pekín 2008
Eritrea estuvo representada en los Juegos Olímpicos de Pekín 2008 por diez deportistas, ocho hombres y dos mujeres, que compitieron en atletismo.
La portadora de la bandera en la ceremonia de apertura fue la atleta Simret Sultan. El equipo olímpico eritreo no obtuvo ninguna medalla en estos Juegos.